# Mimetus testaceus
Mimetus testaceus là một loài nhện trong họ Mimetidae.
Loài này thuộc chi Mimetus. Mimetus testaceus được miêu tả năm 1960 bởi Yaginuma.